# Du och jag, farsan
Du och jag farsan är en självbiografi av Cajsa Stina Åkerström och utgavs den 7 september 2010 på Norstedts förlag. Den självbiografiska skildringen av Åkerström och hennes far Fred Åkerström fick ett gott mottagande och har även kommit ut som pocket. Boken hade 2014 sålt mer än 20 000 exemplar.

## Innehåll
I boken berättar Cajsa Stina Åkerström om sin far, vistolkaren Fred Åkerström. CajsaStina var 17 år när Fred Åkerström dog. Boken skrevs under en av CajsaStinas skivinspelningar som ett fiktivt samtal mellan dotter och far.
Hon har sagt: "Den rungande tystnad som min far lämnade efter sig när han försvann ur mitt liv för 25 år sedan, ekar i mig än i dag. Jag var 17 år då, 1985. Alla dessa ord och meningar som aldrig utväxlades mellan oss, dessa frågor som aldrig blev besvarade.” 
CajsaStina Åkerström har berättat att hon i samband med skrivandet fann ett skrivhäfte med hennes farfars nedtecknade barndomsminnen; något som hon menar gett henne en bild av en själssmärta som enligt henne gått i arv i generationer Åkerström.

## Mottagande
Du och jag farsan fick genomgående positiva recensioner i medier som Dagens Nyheter, Svenska Dagbladet och Göteborgs-Posten. 